# 4297 Ейхгорн
4297 Ейхгорн (4297 Eichhorn) — астероїд головного поясу, відкритий 19 квітня 1938 року.

Названий на честь американського астронома австрійського походження Генріха Карла Ейхгорна.
Тіссеранів параметр щодо Юпітера — 3,536.